# Micrathena swainsoni

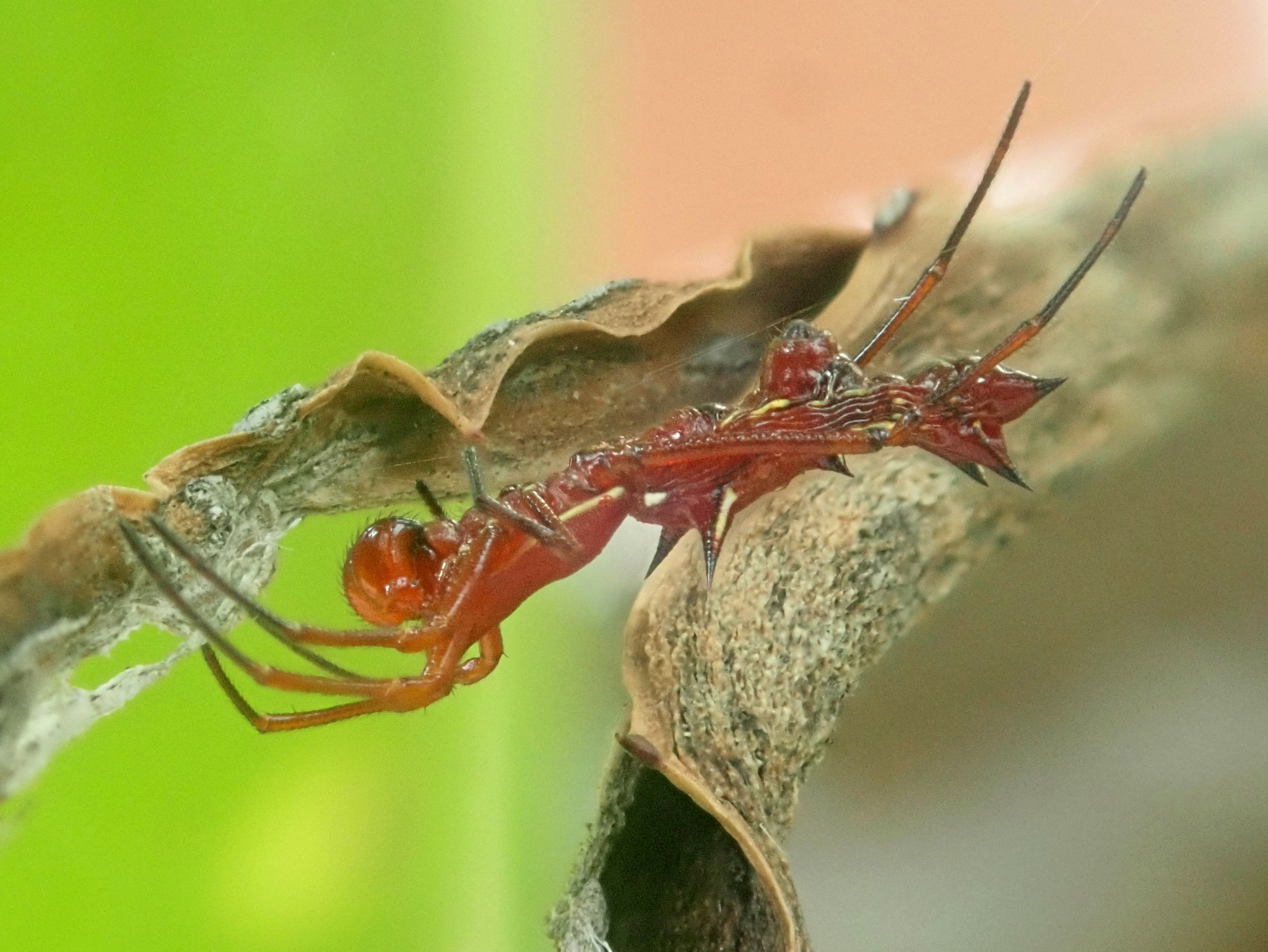

Micrathena swainsoni là một loài nhện trong họ Araneidae.
Loài này thuộc chi Micrathena. Micrathena swainsoni được Josef Anton Maximilian Perty miêu tả năm 1833.